# Balneario de Flamenco
El Balneario Flamenco es una destacada playa ubicada al sur de Chañaral, en la Región de Atacama, Chile. Situada aproximadamente a 30 kilómetros de la ciudad, esta bahía es reconocida por su belleza natural y se ha consolidado como uno de los principales destinos turísticos de la zona.

## Características geográficas y ambientales
La bahía de Flamenco se caracteriza por su amplia playa de arenas blancas y suaves, aguas cálidas y tranquilas, y una escasa pendiente, lo que la convierte en un lugar ideal para el descanso y la recreación. Su entorno natural libre de contaminación atrae a turistas, especialmente de la zona norte de Chile. Además, el área es propicia para el avistamiento de diversas especies de aves marinas, como gaviotas dominicanas, pelícanos, patos Yeco y el jote de cabeza colorada, especialmente en el sector conocido como Punta Patch.

## Historia
Desde tiempos precolombinos, la zona fue habitada por comunidades changas, quienes utilizaban la caleta de Flamenco como punto de abastecimiento de recursos marinos para las actividades mineras del interior. En el siglo XIX, con el auge de la minería en la región, Flamenco se estableció como un puerto menor para el embarque de minerales. A lo largo del siglo XX, especialmente a partir de la década de 1960, la localidad experimentó un crecimiento sostenido, impulsado por la construcción de viviendas y la llegada de familias de la provincia de Chañaral que buscaban un lugar de descanso junto al mar.

## Infraestructura y servicios
Actualmente, el Balneario Flamenco cuenta con una infraestructura adecuada para recibir a los visitantes. Dispone de servicios básicos como restaurantes, almacenes, hostales, zonas de camping y una caleta de pescadores. La playa principal ha sido mejorada con una costanera que incluye juegos infantiles, máquinas de ejercicios, estacionamientos y senderos peatonales, además de un sistema de iluminación LED en varios sectores del balneario.

## Actividades turísticas
Durante la temporada estival, Flamenco se convierte en un punto de encuentro para turistas y residentes. Se realizan diversas actividades recreativas y culturales, como concursos de figuras de arena organizados por el programa SENDA Previene de la Municipalidad de Chañaral, con el objetivo de promover un verano sin drogas ni alcohol.  Además, la Semana Flamenquina, celebrada en febrero, incluye eventos como elección de reinas, competencias y presentaciones artísticas, consolidándose como una de las festividades más importantes de la comuna.

## Accesibilidad
El acceso al Balneario Flamenco es sencillo desde Chañaral, tomando la Ruta 5 Norte. La playa está conectada por caminos con otros balnearios cercanos, como Villa Alegre y Portofino, lo que permite a los visitantes explorar diferentes sectores costeros de la región.